# پاروویروس سگ

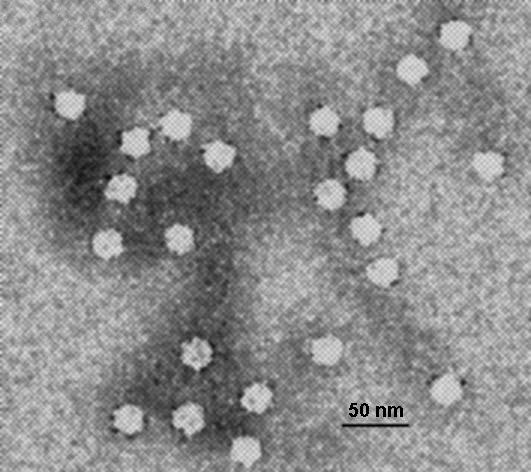
نگاره الکترونی از پاروویروس سگ سانان

پاروویروس سگ‌سانان (اسامی دیگر آن CPV2، CPV یا پاروو) ویروس واگیرداری است که اغلب سگ‌ها را آلوده می‌کند. CPV به شدت واگیردار است و از سگی به سگ دیگر توسط تماس مستقیم یا غیرمستقیم با مدفوع منتقل می‌شود. واکسن از آلودگی جلوگیری می‌کند اما نرخ مرگ و میر در سگ‌های درمان نشده تا ۹۱ درصد هم می‌رسد. درمان اغلب همراه با بستری شدن است. پاروویروس سگ‌سانان ممکن است پستانداران دیگر از جمله روباه، گرگ، گربه و راسو را هم آلوده کند. گربه‌سانان به پن لکوپنی مستعد هستند که یک سویهٔ متفاوت از پاروویروس است.

## انتقال و مقاومت ویروس
پاروویروس سگ‌سانان به‌طور غیرمعمولی در محیط مقاوم است و می‌تواند برای ماه‌ها در خاک، وسایل آلوده یا سطوح مختلف زنده بماند. انتقال نه تنها از طریق تماس مستقیم با مدفوع سگ‌های آلوده صورت می‌گیرد، بلکه از طریق فومایت‌ها (اشیاء آلوده مانند ظروف غذا، قلاده، یا حتی لباس انسان) نیز امکان‌پذیر است. دورهٔ کمون معمولاً ۳ تا ۷ روز است. برای ضدعفونی محیط‌های آلوده، استفاده از محلول سفیدکننده (هیپوکلریت سدیم) با نسبت ۱:۳۰ توصیه می‌شود.

## پاتوفیزیولوژی
ویروس به گیرنده‌های ترانسفرین روی سلول‌های در حال تقسیم سریع، مانند سلول‌های روده و مغز استخوان، متصل می‌شود. این اتصال منجر به تخریب کریپت‌های روده‌ای و آتروفی پرزهای روده می‌گردد که جذب مواد مغذی را مختل می‌کند. در مغز استخوان، کاهش تولید لنفوسیت‌ها و نوتروفیل‌ها (لکوپنی) سیستم ایمنی را تضعیف می‌نماید. در توله‌سگ‌های زیر ۸ هفته، ویروس ممکن است سلول‌های میوکارد را آلوده کند و موجب میوکاردیت مرگبار شود.

## تاریخچه و اپیدمیولوژی
این ویروس نخستین بار در سال ۱۹۷۸ به‌صورت همه‌گیر در سگ‌های سراسر جهان شناسایی شد. بررسی‌های ژنتیکی نشان می‌دهد که پاروویروس سگ‌سانان از جهش‌های ویروس پن‌لوکوپنی گربه‌سانان (FPV) نشأت گرفته است. این جهش‌ها توانایی اتصال به گیرنده‌های ترانسفرین در سگ‌ها را به ویروس دادند. سویهٔ اولیه (CPV-2) در دههٔ ۱۹۸۰ با سویه‌های جهش یافته‌ای مانند CPV-2a و CPV-2b جایگزین شد که طیف میزبانی گسترده‌تر و بیماری‌زایی بیشتری دارند.

## علائم
سگ‌هایی که بیماری در آن‌ها توسعه پیدا می‌کند اغلب علائم را در طی ۳ تا ۱۰ روز بعد از آلودگی نشان می‌دهند. این علائم شامل: خستگی، استفراغ، تب و اسهال (عموماً اسهال خونی) می‌باشد. به‌طور کلی اولین علامت خستگی است. علائم ثانویه شامل از دست رفتن آب بدن و اشتها و اسهال همراه با استفراغ می‌باشد. اسهال و استفراغ باعث از دست رفتن آب بدن می‌شود که در نتیجه تعادل الکترولیت‌ها را در سگ‌ها به هم می‌زند. آلودگی‌های ثانویه در نتیجه تضعیف سیستم ایمنی رخ می‌دهد. ساختار طبیعی دیواره روده درگیر می‌شود و به همین دلیل خون و پروتئین به داخل روده نشت پیدا می‌کند و باعث کم خونی و از دست دادن پروتئین می‌شود. اندوتوکسین‌ها هم به داخل گردش خون وارد می‌شوند و در نتیجه اندوتوکسمی را پدیدمی‌آورند. سگ‌ها در مراحل پایانی بیماری بوی متفاوتی از بقیهٔ سگ‌های سالم دارند. گلبول‌های سفید خون کاهش می‌یابد که همین باعث ضعیف شدن سگ می‌شود. هر کدام از فاکتورها و عوامل ذکر شده می‌تواند به شوک و مرگ حیوان منجر شود. حیوانات جوان‌تر نرخ مرگ و میر بالاتری دارند.

## تشخیص
تشخیص از طریق شناسایی ویروس در مدفوع از طریق آزمایش الیزا (ELISA) یا از روش آزمایشی لخته خون یا به کمک میکروسکوپ الکترونی میسر می‌باشد. روش تست PCR برای تشخیص ویروس در دسترس می‌باشد که در مواقعی که ویروس کمی در مدفوع وجود دارد که از روش ELISA قابل تشخیص نیست تست PCR می‌تواند کارساز باشد. از نظر کلینیکی، شکل روده‌ای بیماری ممکن است با Coronavirus یا شکل‌های دیگری از عفونت روده اشتباه گرفته شود که تشخیص تفریقی آن در جدی‌تر بودن روند بیماری، اسهال خونی، تعداد کم گلبول‌های سفید خون و نکروز دیواره روده است. علائم گفته شده در سگ‌های واکسینه‌نشده دیده می‌شود. شکل قلبی این بیماری به دلیل علائم خاص آن راحت‌تر تشخیص داده می‌شود.

## درمان
نرخ زنده ماندن بستگی به این دارد که ویروس چه زمانی تشخیص داده می‌شود و سگ چه سنی دارد. هیچ درمان ثابت شده‌ای برای این بیماری وجود ندارد و مراقبت استاندارد حال حاضر همان مراقبت‌های حمایتی شامل بستری شدن حیوان است که به دنبال از دست رفتن آب بدن و آسیب جدی به روده‌ها و مغز استخوان امری ضروری و حیاتی است. برای این که حیوان احتمال زنده ماندن بیش‌تری داشته باشد باید هر چه سریع‌تر آزمایش‌های تشخیصی ویروس و روند درمان آغاز گردد. درمان‌های حمایتی شامل: مایع درمانی تزریقی کریستالوئیدها یا کلوئیدها (مانند: هتاستارچ)، تزریقات داروهای ضداستفراغ مانند Maropitant, Metoclopramide, Dolasetron, Ondansetron, Prochlorperazine می‌باشد. تزریق آنتی‌بیوتیک‌های وسیع‌الطیف شامل ترکیب Enrofloxacin و Cefazolin، ترکیب Enrofloxacin و Ampicillin و آنتی‌بیوتیک‌هایی مانند Metronidazole, Timentin یا Enrofloxacin هم کاربرد دارد.
در کنار مراقبت‌های حمایتی، برخی پروتکل‌ها شامل تزریق اینترفرون امگای گربه‌ای نوترکیب یا استفادهٔ غیررسمی از اوسلتامیویر (Tamiflu) هستند، هرچند شواهد قطعی دربارهٔ اثرگذاری آنها محدود است. انتقال پلاسما برای جبران پروتئین‌ها و ایمونوگلوبولین‌ها در موارد شدید کاربرد دارد. تغذیهٔ زودهنگام از طریق لولهٔ معدی ممکن است به ترمیم روده کمک کند.

## پیشگیری
واکسیناسیون موثرترین روش پیشگیری است. توله‌ها باید از سن ۶–۸ هفتگی واکسینه شوند و هر ۳–۴ هفته تا ۱۶ هفتگی دوزهای یادآور را دریافت کنند. واکسن‌های زنده تخفیف حدت یافته ایمنی طولانی‌تری ایجاد می‌کنند. سگ‌های باردار باید پیش از جفت‌گیری واکسینه شوند تا آنتی‌بادی مادری کافی به توله‌ها منتقل شود. در محیط‌های آلوده، ضدعفونی با محلول ۱:۳۰ سفیدکننده ضروری است.

## عوامل خطر
نژادهای خاصی مانند روتوایلرها و دوبرمن‌ها مستعد ابتلای شدیدتر هستند. توله‌های واکسینه‌نشده و سگ‌های با سیستم ایمنی ضعیف (مانند مبتلایان به سرطان) نیز در معرض خطر بالاتری قرار دارند.